# William Henry Ashley
William Henry Ashley (Powhatan, Virgínia, 1778 — condado de Cooper, Missouri, 26 de março de 1838) foi um comerciante de peles pioneiro, empresário e político dos Estados Unidos.

## Biografia
Embora oriundo da Virgínia, Ashley já se tinha mudado para St. Genevieve no que na época se chamava a Luisiana, quando foi comprada pelos Estados Unidos à França, em 1803. Essa terra, mais tarde conhecida como Missouri, converteu-se na residência de Ashley durante a maioria da sua vida adulta. Ashley mudou-se para Saint Louis por volta de de 1808 e converteu-se em general de brigada (Brigadier General) na milícia do Missouri durante a guerra de 1812. Antes da guerra, tinha feito alguns investimentos especulativos em bens de raiz e conseguiu uma pequena fortuna manufaturando pólvora a partir de salitre extraído de uma mina perto da cabeceira do rio Missouri, mais propriamente no rio Current, afluente do Missouri. Quando o Missouri foi admitido como estado da União, Ashley foi eleito como o seu primeiro tenente governador (Lieutenant Governor), cargo que exerceu entre 1820 e 1824.

## Comércio de peles
Em 1822, Ashley e o seu sócio Andrew Henry — um fabricante de balas que conhecera através do seu negócio de pólvora — fundaram a Companhia de Peles das Montanhas Rochosas («Rocky Mountain Fur Company») e publicaram um famoso anúncio nos jornais de Saint Louis, em que procuravam uma centena de:

«[...] jovens empreendedores... para subir o rio Missouri até à sua origem, onde serão empregados por um, dois ou três anos.
Os homens que responderam a esta chamada ficaram conhecidos como os «Cem de Ashley» (Ashley's Hundred). Entre 1822 e 1825, a Companhia de Peles das Montanhas Rochosas organizou várias expedições de grande escala para a captura de peles nas montanhas ocidentais. Fundou um posto comercial perto da foz do rio Yellowstone e foi forçada pelos indígenas a abandoná-lo, instituindo em seu lugar um ponto de reunião em 1825, onde os caçadores se reuniam anualmente para negociar. Tal deu lugar ao sistema de encontros anuais entre os comerciantes de peles, nos quais os caçadores, os índios e os comerciantes se reuniam num lugar predeterminado para trocar peles, mantimentos, bens e dinheiro: os Rocky Mountain Rendezvous. Os homens de Ashley eram oficialmente acreditados por ter redescoberto no inverno de 1824 o South Pass na divisória continental das Américas. As suas inovações no comércio de peles permitiram-lhe ganhar uma grande quantidade de dinheiro e fama, e ajudaram-no a abrir a parte ocidental do continente à expansão.
Em 1826 dirigiu uma expedição ao Salt Lake Valley. A sul do Grande Lago Salgado descobriu o lago Utah, a que chamou "Lake Ashley". Fundou Fort Ashley na margem para comerciar com os nativos. Durante os três anos seguintes, o forte «recolheu mais de cento e oitenta mil dólares em peles» Em 1828 explorou o norte do atual estado do Colorado, subindo o rio Platte Sul na base da cordilheira Front, e o rio Cache la Poudre até às planícies de Laramie e daí ao rio Green.

## Ashley como político
Em 1826 William H. Ashley já tinha feito uma grande fortuna e decidiu retirar-se do negócio e vendeu a companhia de comércio de peles a Jedediah Smith e alguns dos seus homens, e dedicou as suas energias à política. Como membro do Jacksonian Party, venceu as eleições para a Câmara de Representantes dos Estados Unidos em 1831, 1832 e 1834. Em 1836 não quis concorrer a um quarto mandato no Congresso, e em seu lugar candidatou-se a governador do Missouri, perdendo. Muitos atribuem a sua derrota à sua postura cada vez mais pró-empresarial no Congresso, o que o afastou dos jacksonianos rurais. Após a derrota, voltou a ter dinheiro em bens de raiz, mas a sua saúde piorou rapidamente e morreu de pneumonia aos 54 anos. William H. Ashley está enterrado sobre um túmulo nativo no condado de Cooper, Missouri, com vista para o rio Missouri.